# Маргеріта Панцієра
Маргеріта Панцієра (італ. Margherita Panziera, 12 серпня 1995) — італійська плавчиня.
Учасниця Олімпійських Ігор 2016 року.
Призерка Чемпіонату світу з плавання на короткій воді 2018 року.
Чемпіонка Європи з водних видів спорту 2018, 2020 років.
Чемпіонка Європи з плавання на короткій воді 2019 року, призерка 2017 року.